# Escolástico Facundo Calvo
Escolástico Guillermo Facundo Calvo y Cañas (Cuenca, 10 de febrero de 1799 – Madrid, 10 de agosto de 1868) fue un cantor, compositor y maestro de capilla español.

## Vida
Escolástico Facundo Calvo nació el 10 de febrero de 1799 en Cuenca, en España. Se formó musicalmente en el Colegio de Infantes de Coro de San José perteneciente a la Catedral de su ciudad natal, donde ingresó el 9 de mayo de 1808, a los nueve años. Posiblemente fue alumno del maestro Santiago Pradas. Su estancia en el colegio fue complicada por la invasión francesa. En septiembre de 1811 los infantes fueron trasladados a Valdemoro (Cuenca) por su seguridad, regresando a la ciudad a principios de 1812. En febrero de 1812 el colegio tuvo que ser cerrado y los niños fueron enviados a sus casas. Tras reabrir el colegio, Calvo permaneció más de siete años, hasta mediados de 1815, algo inusual, ya que los estatus solo permitían una estancia máxima de cinco años.
El 11 de septiembre de 1815 Calvo era acólito en la Catedral de Cuenca. Unos meses más tarde, el 23 de febrero de 1816, informaba al cabildo conquense que había conseguido el cargo de sacristán en la iglesia parroquial de San Miguel, dejando el acolitado en la Catederal. En su renuncia Calvo agradecía al cabildo su protección y prometía enviar en el futuro copias de sus composiciones. En 1818 se presentó a las oposiciones para el cargo de maestro de capilla de la Catedral de Valladolid que había quedado vacante tras el fallecimiento del maestro Fernando Haykuens. Sin éxito, ya que fue José Ángel Martinchique quien fue nombrado para el magisterio. Ese mismo año había quedado vacante el magisterio de la Catedral de Plasencia tras el fallecimiento del maestro Raimundo Luis Forné. Calvo también se presentó a estas oposiciones sin éxito, ya que el cabildo se decidió por dar la responsabilidad a José Benito Sarañana, el tenor, con obligaciones reducidas y sin nombrar oficialmente a un maestro.
Casi año después del fallecimiento del maestro Pedro Antonio Compta el 17 de junio de 1818, el 23 de abril de 1819, Calvo fue nombrado maestro de capilla de la Catedral de Segovia sin oposiciones. El cabildo se había decidido a no realizar oposiciones por la «corta renta y muchas cargas» y aceptaron los informes de Calvo. Sin embargo, el musicólogo López Caló afirma que «no queda constancia clara» en las actas capitulares del nombramiento.

[...] haviendo tomado varias noticias de los Maestros de Capilla, solo havian encontrado que tal
vez vendria D. Escolastico Facundo Calvo, que se halla en Cuenca, y ha hecho Oposicion en Valladolid, de donde han tomado informes, como igualmente del Maestro de Capilla de Cuenca, resultando de ellos que es de havilidad, y capaz para desempeñar la plaza de Maestro de esta, de buena conducta y de veinte y un años de edad, y haviendose hablado en el particular, y acordado el Cabildo que por esta vez no se pusiesen edictos convocatorios por no haver probabilidad que se presenten opositores por sus cortos valores [...] que vean si quiere dicho Calvo venir a cubrir dicha plaza de mro. [maestro] de Capilla.
Actas capitulares de la Catedral de Segovia, 19 de febrero de 1819

El 20 de marzo de 1835 Calvo tomaba posesión como segundo tenor de la Capilla Real de Madrid. En 1835 Calvo recibía un salario 1250 en la Capilla Real como tenor, que hacia 1850 se habían convertido en 26000, ya como tenor primero. Calvo se convirtió en el «tesorero informal» de la capilla y vivió en 1844 la llegada del «clan de Tarancón», una red clientelar de María Cristina de Borbón y Fernando Muñoz, que habían instalado tras su regreso a la Corte, provocando una rápida renovación de la capilla por elementos menos progresistas. Durante su estancia en la Corte, fue instructor musical de las infantas, lo que se conoce por una información del ayo instructor del 19 de enero en la que informa:

[...] cree oportuno que cesando en este encargo Don Escolástico Facundo Calvo que la ha obtenido hasta ahora, se nombre a Don Pedro Albéniz primer organista de la Capilla Real para maestro de piano de las augustas alumnas y para enseñarles el canto a Don Francisco Valdemosa profesor español muy acreditado.

Falleció el 10 de agosto de 1868 en Madrid. El Diario Oficial del 17 de agosto anunció su muerte con una corta reseña:

D. Escolástico Facundo Calvo y Cañas, primer tenor de la Real Capilla y cámara de S. M., maestro que fué de S.M. y A.R., caballero de la Órden de Isabel la Católica, etc., etc., ha fallecido el 10 del corriente.
Diario Oficial, 17 de agosto de 1868

## Obra
Se conservan numerosas obras de Calvo en la Catedral de Cuenca, entre las que se cuentan ocho composiciones, entre ellos motetes y villancicos. En la Catedral de Toledo se conserva una Salve, aunque no es seguro de que se trate del mismo Calvo. En el archivo de Segovia se conservan cuatro composiciones: una Lamentación y tres villancicos.